# Île aux Œufs
Vous lisez un « bon article » labellisé en 2016.
Ne doit pas être confondu avec Île des Œufs.
L'île aux Œufs est une île située sur la côte nord du fleuve Saint-Laurent, dans la ville de Port-Cartier au Québec (Canada). Il s'agit d'une île rocheuse de 19 hectares reposant sur un socle précambrien, localisée à deux kilomètres à l'est du rivage continental, à environ cinq kilomètres du hameau de Pointe-aux-Anglais et quarante kilomètres de Pointe-des-Monts. Elle est principalement recouverte de sapins baumiers et comprend la quatrième colonie en importance d'Eiders à duvet de l'estuaire du Saint-Laurent ainsi qu'une colonie de Cormorans à aigrettes.
Les récifs de l'île ont été, en 1711, les témoins du naufrage de l'expédition Walker au cours duquel 900 des 12 000 hommes de l'amiral Hovenden Walker périrent, ce qui mit fin à cette tentative britannique d'envahir la Nouvelle-France.
En 1871, le ministère de la Marine et des Pêches y construit un phare. Ce dernier est remplacé en 1955, automatisé en 1970 et finalement fermé en 2003.

## Géographie

### Localisation
L'île aux Œufs est un îlot du Canada situé dans le Sud de la province de Québec, à environ 433 kilomètres à vol d'oiseau au nord-est de la ville de Québec. Distante d'environ 2,4 kilomètres de la côte nord du fleuve Saint-Laurent en direction de l'est, elle appartient administrativement à la ville de Port-Cartier, à 5 kilomètres au sud de Pointe-aux-Anglais. D'une superficie d'environ 18,7 hectares, elle s'étend en longueur, du nord au sud, sur 1,4 kilomètre et sur 400 mètres d'ouest en est.

### Géologie et relief
L'île aux Œufs est une île permanente au relief plat et aux côtes rocheuses dont aucun point ne dépasse l'altitude de 10 mètres. Elle est entourée de hauts-fonds et de récifs, dont la caye à Gagné et les récifs aux Cormorans, tous deux situés au nord de l'île.
À marée haute, ses deux petites plages, situées de part et d'autre de l'île, sont submergées et l'île n'apparaît plus que comme un chapelet d'îlots rocheux dont seuls deux comportent de la végétation.
Le substrat de l'île est composé de granite du Précambrien.

### Climat
Le climat de l'île aux Œufs est de type subpolaire subhumide, caractérisé par une saison de croissance moyenne. La température moyenne est de 12,5 °C en été et de −12,5 °C en hiver. Les précipitations annuelles y sont d'environ 1 000 millimètres.

## Toponymie
Attesté dès le début du XVIIe siècle, le nom de l'île provient de la présence de nombreuses espèces d'oiseaux venant y nidifier durant l'été. Sa première mention apparaît sur une carte de Jean Guérard en 1631 sous la forme de « l. aux Ceufr ». Le toponyme prend sa forme actuelle sur une carte de Jean-Baptiste-Louis Franquelin de 1678.

## Milieu naturel

### Milieu aquatique
Les recensements effectués par le ministère des Pêches et des Océans du Canada rapportent plusieurs espèces d'invertébrés dans les eaux entourant les îles. Les mollusques qui y ont été notés sont le pétoncle d'Islande, la mactre de Stimpson, le crabe commun et le homard américain.
Pour ce qui est des poissons, les eaux de l'île sont fréquentées par le hareng qui se nourrit et se reproduit près des côtes ; ses œufs servent de nourriture à la plie canadienne. Au large, on rencontre le petit rorqual et la baleine bleue qui viennent probablement se nourrir de hareng.

### Milieu terrestre
Selon un inventaire de la société Duvetnor, la forêt recouvre 80 % de la surface de l'île et les arbustes 10 %. L'arbre dominant est le sapin baumier et il n'y a aucune plante rare ou menacée sur l'île. La forêt est en assez mauvais état en raison de la colonie de cormorans à aigrettes qui niche dans les arbres du Nord de l'île et qui y rejette ses déjections.
Comme son nom l'indique, l'île aux Œufs offre depuis longtemps les conditions favorables à l'établissement de colonies aviaires. L'espèce d'oiseau la plus abondante est celle d'eider à duvet qui, avec ses 2 200 couples, serait la quatrième en importance de l'estuaire du Saint-Laurent. Cette population est divisée en deux colonies dont la plus grande peuple le sud de l'île. De même, des cormorans à aigrettes forment deux colonies composées l'une de 385 nids, au nord, et l'autre de 250 nids, au sud.
Des petites colonies de grands hérons et de bihoreaux gris sont aussi présentes sur l'île.
Deux espèces de goélands — le goéland hudsonien et le goéland marin — nicheraient sur l'île. Le guillemot à miroir et le petit pingouin, dont quelques individus fréquentent les environs de l'île, pourraient aussi y nicher, bien qu'aucun nid n'a été découvert.
Selon un inventaire réalisé en 2004 par le Service canadien de la faune, la bernache du Canada fait halte sur l'île aux Œufs. L'île sert aussi de point d'alimentation pour la macreuse à front blanc, la macreuse noire, le garrot à œil d'or, le grand harle, le harle huppé et le fuligule à collier. On y retrouve aussi des espèces caractéristiques des milieux marins ou littoraux du Saint-Laurent, comme le canard noir, le bihoreau gris et le plongeon huard.
À l'exception des dérangements pouvant être causés par l'homme, la population des colonies est relativement stable. Bien que le renard roux ait accès à l'île l'hiver, cette dernière est trop petite pour y maintenir une population de lièvres d'Amérique suffisante pour permettre à ce prédateur de s'alimenter durant la saison estivale et donc menacer les colonies.

## Histoire
Avant l'arrivée des explorateurs et colons européens au XVIe siècle, l'île aux Œufs est une île du fleuve Magtogoek sur le territoire des Innus, peuple amérindien autochtone. Vraisemblablement repérée par les navigateurs français explorant le fleuve, elle est mentionnée pour la première fois sur une carte en 1631. Au début du XVIIe siècle, l'île est une terre de la Nouvelle-France, colonie du  royaume de France en Amérique du Nord. Le 25 février 1661, elle devient une parcelle de la seigneurie de Mingan, une concession coloniale attribuée à un commerçant : François Bissot, et réservée à la chasse et la pêche .
En juillet 1711, l’amiral Hovenden Walker prend la tête d'une armée de plus de 12 000 hommes, répartis sur près de 90 navires, et quitte le port de Boston, alors colonie britannique de la Province de la baie du Massachusetts. L'expédition Walker a pour mission de prendre Québec, capitale de la colonie française d'Amérique du Nord. Fin août 1711, la flotte du royaume de Grande-Bretagne arrive dans l'embouchure du fleuve Saint-Laurent. Dans la nuit du 22 au 23 août 1711, sous la pression d'une violente tempête, une partie de l'armada britannique se fracasse contre les récifs de l'île aux Œufs. Le naufrage fait 900 victimes et met fin à l'expédition militaire,.
Damase Potvin a écrit sur le sujet : « La tempête avait, jadis, dans le même secteur, brisé l'orgueil d'un autre amiral anglais (en 1690), Sir William Phips en lui arrachant, à lui également, mille hommes et trente-huit navires »
L'île a connu plusieurs autres naufrages, dont celui de l'Aquilon en 1880, une goélette appartenant au capitaine Alexandre Fraser.

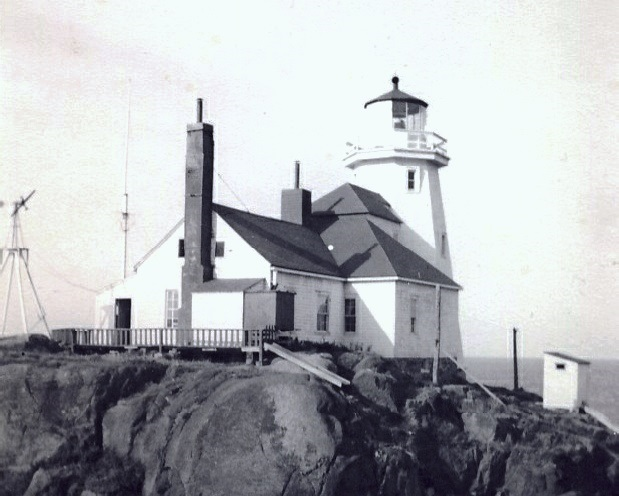
Maison-phare en 1940.

C'est en 1871 que le phare de l'Île aux Œufs a été construit. Ce dernier est une maison-phare en bois et a une hauteur de 25 m. Il semble que le phare soit une initiative de la Maison Trinité de Québec, mais les travaux ont été menés à terme par le ministère de la Marine et des Pêcheries.  Le premier gardien s'appelle Paul Côté. À partir de 1887, une quinzaine de familles d'origine acadienne venant de l'île d'Anticosti s'installent à Pointe-aux-Anglais, le village à proximité de l'île, pour y pêcher le hareng et la morue.
La tour en bois du phare est remplacée par une tour octogonale en béton armé en 1955 à l'occasion d'un programme de modernisation des aides à la navigation. La nouvelle tour de 14 m est bâtie selon un plan standardisé nécessitant un entretien minimal. Jusqu'en 1969, le bon fonctionnement du phare est assuré successivement par six gardiens accompagnés de leur famille. Il semble qu'ils furent les premiers et seuls habitants de l'île.
Le phare est entièrement automatisé au cours des années 1970 et finalement fermé en 2003.

## Protection du territoire
L'île aux Œufs comprend quatre habitats fauniques : la héronnière de l'Île aux Œufs (24 ha), l'aire de concentration d'oiseaux aquatiques de l'Île aux Œufs (6,3 km2), la colonie d'oiseaux sur une île ou une presqu'île de l'Île aux Œufs Nord (5 ha) et la colonie d'oiseaux sur une île ou une presqu'île de l'Île aux Œufs (14 ha).
Le 5 juillet 1889, la couronne québécoise transfère l'île, qui devient ainsi propriété fédérale, au ministère de la Marine et des Pêches. Le rapport Bédard de 1996 recommande de remettre les terres à son propriétaire originel si la Garde côtière canadienne ferme le phare. Le rapport recommande aussi le transfert des terres excédentaires au Service canadien de la faune dans le but de transformer l'île en réserve nationale de faune.